# O&K Dt 500 PS
Die normalspurigen Tenderlokomotiven der Bauart O&K Dt 500 PS waren eine vierachsige Industriebahntype des Herstellers Orenstein & Koppel (O&K). Sie wurden bevorzugt an Bergwerksbetriebe geliefert. Die genaue Stückzahl der hergestellten Lokomotiven ist nicht bekannt, acht Lokomotiven wurden in Bergwerksbetrieben im heutigen Nordrhein-Westfalen eingesetzt.
Die Lokomotiven wurden in zwei Bauserien mit unterschiedlichen Abmessungen und Gewichten, bedingt durch Vergrößerung der Vorräte ab der Bauzeit um 1925, gefertigt. Die letzte Lokomotive der Serie wurde 1970 ausgemustert.

## Geschichte

### Zeche Monopol
Die älteste bekannte Lokomotive mit der O&K-Fabriknummer 10114 aus dem Jahr 1922 war auf der Zeche Monopol eingesetzt und trug dort die Bezeichnung 1II. Über weitere Verwendungen gibt es keine gesicherten Daten.

### Zeche Westerholt
Die Lokomotive mit der O&K-Fabriknummer 11132 aus dem Jahr 1925 war auf der Zeche Westerholt mit der Bezeichnung BGR 20 im Einsatz. Sie war später bei der Hibernia unter der Bezeichnung 34-D im Dienst. 1960 wurde sie ausgemustert.

### Zeche Westfalen
Unter der Bezeichnung 4 verkehrte bei der Zeche Westfalen die Lokomotive mit der Fabriknummer 10296 aus dem Jahr 1923. Sie wurde 1953 verschrottet.

### Hibernia AG
Die Hibernia AG beschafft 1923 zwei Lokomotiven mit den Fabriknummern 10297 und 10298, sie trugen die Bezeichnungen 31-D und 20-D. 1962 und 1964 wurden beide Lokomotiven verschrottet.

### Grube Anna
Bei der Grube Anna in Alsdorf verkehrte mit der Nummer 2 in Zweitbesetzung die Lokomotive O&K 10299 aus dem Jahr 1927. Die Lokomotive war die am längsten in Betrieb befindliche Lokomotive der Serie, sie wurde 1970 ausgemustert und verschrottet.

### Zeche Gneisenau
Bei der Zeche Gneisenau in Dortmund-Derne waren die Lokomotive O&K 10300 aus dem Jahr 1923 und 12114 aus dem Jahr 1930 eingesetzt. Sie trugen die Bezeichnungen HARPEN IXII bzw. HARPEN XXXVI. Beide Lokomotiven kamen von der Harpener Bergbau AG 1935 hierher, wurden 1962 ausgemustert und verschrottet.

## Konstruktion
Die Zweizylinderlokomotiven in Nassdampfbauweise waren laufachslos ausgeführt, um die Lokmasse optimal für die Zugkraft auszunützen und die Wartung der Loks zu vereinfachen. Dabei waren sie von der für Lokomotiven mit Blechrahmen mit Wasserkastenrahmen seltenen Ausführung, dass sie wegen der Zugänglichkeit der inneren Triebwerksteile bei der Wartung einen freien Kesseldurchblick hatten, bedingt durch die hohe Kessellage und den relativ geringen Durchmesser der Treib- und Kuppelräder. Der Stehkessel war weit über die Rahmenoberkante hochgezogen. Die Rauchkammer besaß einen unmerklich kleineren Durchmesser als der Stehkessel und eine massive Halterung mit dem Rahmen. Der Stehkessel wich äußerlich nur gering vom Langkessel ab.
Die Kesselaufbauten bestanden aus dem Dampfdom und dem rund ausgeführten Sandkasten, durch den der zweite Radsatz von vorn und der dritte (Treibradsatz) von hinten gesandet werden konnte. Die Dampfmaschine besaß Kolbenschieber, der Kreuzkopf wurde einschienig auf der Gleitbahn geführt. Typisch für O&K ausgeführte Lokomotiven war auch das Führerhaus mit den im oberen Bereich unmerklich in das Dach übergehenden Seitenwänden und den dahinterliegenden Kohlenkasten, der in der Ausführung noch an preußische Lokomotiven erinnerte.